# جزيرة طاوشان (بحر مرمرة)
جزيرة طاوشان (بالتركية: Tavşan Adası، بالعثمانية: طاوشان آطه سى، وتعني "جزيرة الأرانب"، وباليونانية: نياندروس Νέανδρος، وهو اسم شخصية أسطورية)، أو جزيرة بالچق هي أصغر جزر الأمراء الواقعة في بحر مرمرة إلى الجنوب الشرقي من إسطنبول، تركيا. تخضع الجزيرة لإدارة منطقة أدالار التابعة لمحافظة إسطنبول. تبلغ مساحة الجزيرة 40 هكتارًا (99 فدانًا).
في 10 أبريل 2021، أُعلنت الجزيرة منطقة بحرية محمية ومعرضة للخطر بموجب مرسوم رئاسي.